# Josep Sancho i Marraco
Josep Sancho Marraco (la Garriga, 27 de febrer del 1879 - 16 de setembre del 1960) fou organista i mestre de capella de la Catedral de Barcelona, i un compositor extraordinàriament prolífic.
El fons de partitures de Josep Sancho Marraco es conserva a la Biblioteca de Catalunya.

## Biografia
Músic precoç, encetà la seva formació musical als set anys. Les seves qualitats feren que hom l'enviés a estudiar a Barcelona amb els mestres Mas i Serracant, Josep Viñas (Josep Viñas i Diaz (1823-1888)?) i del mestre de capella de la Catedral de Barcelona, el seu oncle Josep Marraco i Ferrer (aquest, al seu torn, fill del també músic i compositor Josep Marraco i Xauxas). Josep Sancho fou escolà cantor a la catedral de Barcelona; als setze anys s'incorporà com a organista a la parròquia de Sant Agustí de Barcelona, i el 1907 n'esdevingué mestre de capella, per a romandre-hi fins al 1957. També exercí de director musical del Teatre Romea de Barcelona entre els anys 1898 i 1908 i el 1912 rebé el nomenament de censor de l'Associació Ceciliana Espanyola.
Assolí el nomenament de mestre de capella de la Catedral el 1923, d'on ja feia d'organista, i romangué en aquest càrrec fins al 1957. Va ser, igualment, organista de l'església de Sant Sever, dirigí l'Acadèmia de Música de la Casa Provincial de la Caritat i també portà l'Orfeó Montserrat de Barcelona. Del 1932 en endavant, a més, va ser vocal de la Comissió Diocesana de música religiosa del bisbat de Barcelona. Col·laborà amb el P. Nemesio Otaño en la seva Antología Moderna Orgánica Española (1909) i en antologies de música religiosa. També a Paris redactà un mètode de solfeig superior; i treballà igualment a Lieja i a Leipzig.
Compongué més de cinc-centes obres, tant de caràcter religiós com profà: en destaquen la Missa de Sant Joan Ante Portam Latinam, la Missa brevis (1901) i la genial Multifariam, però la seva producció abastà una quinzena de Misses, sarsueles, Goigs, motets, himnes, cançons per a cor i per a veu i piano, ballables, havaneres, caramelles, obres per a orquestra, banda, cobla, orgue, trios, quartets, quintets... També feu més de dos-cents arranjaments per a petita formació d'obres de Beethoven, Wagner, Verdi, Lluís Millet, Ruperto Chapí, Händel, Bach, Gounod i molts altres compositors. Com a compositor, el seu estil és eminentment polifònic, seguint el mestratge dels grans mestres espanyols del XVI. Participà en gran nombre de concursos musicals i fou premiat repetidament. La Biblioteca de Catalunya conserva, per donació de la seva família, gran quantitat de composicions i altra documentació de Josep Sancho Marraco, del seu avi Josep Marraco Xauxas i del seu oncle, Josep Marraco i Ferrer (vegeu l'apartat de Bibliografia).

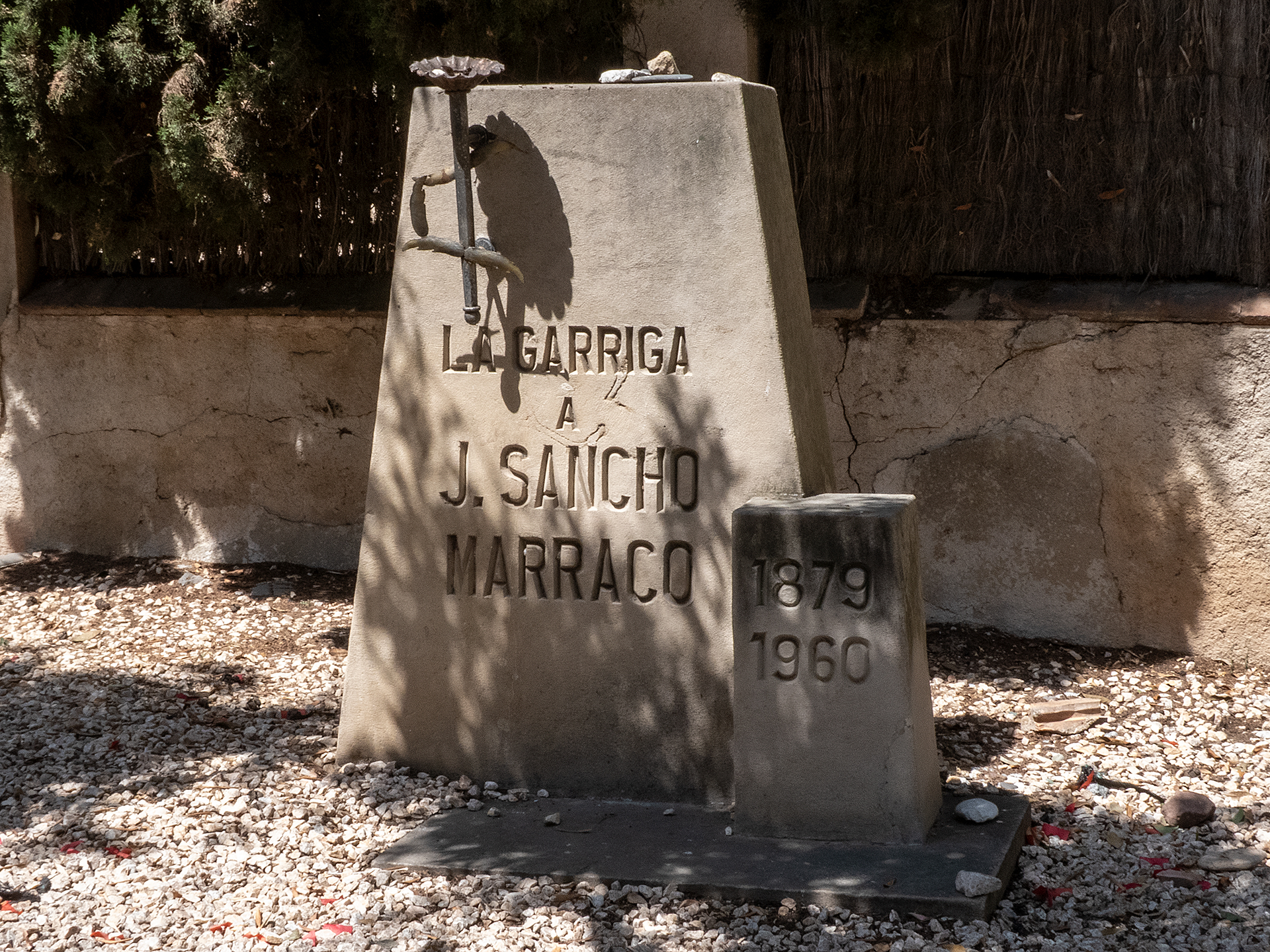
Monòlit a Josep Sancho i Marraco a la plaça Oliveres de la Garriga

La seva vila natal, la Garriga, li dedicà un carrer el 1921 i el nomenà fill predilecte el 1943. L'any 1958 li fou imposada la Medalla al Mèrit Artístic de la ciutat de Barcelona.

## Obres (selecció)
- Celtibèriques (1919), per a gran banda. Comprèn: Temps de sevillanes, Cants populars gallegos i Temps de sardana
- Fantasia sobre temes populars catalans: Els Miquelets de França (1918), par a banda i per a gran orquestra
- Gavota (1898), per a banda
- Glosses, per a orquestra
  - Glossa I. Comprèn El pastoret, El bon caçador, Xirongu: ballet del Penedès
  - Glossa II Temes populars catalans (1920). Comprèn El pardal, L'alabau i ''Ball de gegants de Solsona
  - Glossa III (1920). Comprèn L'Hereu Riera, El Comte Arnau i El poder del cant
  - Glossa IV. Comprèn La pastoreta, Caterina d'Alió, La presó del rei de França
  - Glossa V. Comprèn El pastor de la Cortada, La melindrosa, Ball de Figuetaires del Penedès
  - Glossa VI Nadalenca. Comprèn les peces Ballarem una sardana. Bella companyia, El desembre congelat i Fum, fum, fum
- Idilio, per a orquestra
- Lobelia, masurca per a orquestra
- Marxa catalana: Penedès (1922), per a orquestra i per a banda, sobre temes populars del Penedès. Comprèn Ball de Figuetaires i les cançons La fugida i Santa Agnès
- Marxa triomfal (1902), per a orquestra
- Melancolia: nocturn (1899), per a violí i piano
- Minuet en La, per a dos violins, violoncel, contrabaix i piano
- Montserrat (1897), per a flauta, violoncel i piano
- Multifariam: cantata sacro-sinfónica (1925), per a tenor, baríton, cor, orgue i orquestra
- Murmullos de la selva (1897), per a flauta, violoncel i piano
- L'orfaneta: romança, per a dos violins, viola, violoncel i contrabaix
- Pregària (1899), per a quintet de corda
- Quartet de corda (1897)
- Suite Celtibèrica, per a orquestra. Comprèn els Cantos Gallegos 1 i 2, i la sardana La Devesa
- Tríptic: petita simfonia en forma de coral, per a gran orquestra
- Missa Defunctorum (1939)

### Música coral i per a l'escena
- La barretina (1898), per a cor, amb lletra de J.Verdaguer
- Cançó de bressol, per a cor
- Cançó de maig (1898), per a veu i piano, lletra d'Apel·les Mestres
- Cançó del lladre (1919), per a cor de quatre veus mixtes i solos de tenor i soprano
- Canto a la primavera (1899), per a quatre veus i orquestra
- Un diputado de oposición (1905), sarsuela en un acte. Lletra de Juan Chacón Hernández
- Donzella qui va a la guerra (1906), drama amb música de Josep Sancho i Joan B. Lambert. Lletra de Manuel de Montoliu
- L'espigolera (1898), per a quatre veus, amb lletra de Ramon Masifern
- La estrella, nadala per a duet de tiples i cor
- La florida del maig (1898), per a cor. Lletra de F. Soler Pitarra
- Himno del Tercio Norte
- In medio ecclesiae (1912), per a cor mixt amb acompanyament d'orgue. Escrita per al III Congreso Nacional de Música Sagrada, de Barcelona. Tingué un gran èxit entre els oients
- La Mare de Déu (1897), per a cor de cinc veus soles, lletra de Francesc P.Briz
- Mariagneta (1919), per a cor de sis veus mixtes i solo de tenor
- El mestre, per a cor de quatre veus mixtes i solo de soprano
- Missa de Glòria de la Verge del Roser (1902), per a dos cors, orgue i contrabaix
- Missa de Sant Agustí (1914), per a tres veus, orgue o harmònium i orquestra
- Missa de Sant Joan Ante Portam Latinam (1907), per a quatre veus mixtes i orquestra
- Oración de la noche, lletra de la cançó de l'Armada Espanyola Lletra Arxivat 2007-09-27 a Wayback Machine.
- Retorn (1921), drama líric en tres actes, amb llibret de Miquel Roger i Crosa. N'hi ha una reducció per a quartet de corda, piano i harmònium. Comprèn la sardana del mateix títol.
- Los reyes de la inocencia (1905), sarsuela en un acte, amb lletra d'A.Guart Martín
- Sortint d'Egipte (1901), poema per a orquestra, amb lletra de J.Verdaguer
- Stabat Mater (1907), per a tres veus i orquestra
- Te Deum (1902), per a tres veus i orquestra

### Sardanes
- Als camioners de Puig-graciós (1951)
- L'arnera (1947)
- Catalanesca (1917), per a dues cobles
- L'enjogassada (1907)
- L'estany de Banyoles (1922), per a quatre veus mixtes i cobla. Lletra de Miquel Roger.
- La fadrina (1916), premiada en els Jocs Florals de Girona del 1916
- La garlanda (1917)
- Gentilesa (1913), sobre la música de La presó del Rei de França. Instrumentada també per a banda
- La goja (1906). Instrumentada també per a orquestra, per a banda i per un conjunt de piano, harmònium i corda
- Juliana (1950)
- El maig en Montserrat (1956). N'hi ha versió per a dues cobles
- La minyona de l'Empordà (1908)
- Muntanyes regalades, harmonització per a cor de la cançó popular
- Narcisa (1917), per a dues cobles. Instrumentada també per a orquestra
- Les nines de la Cerdanya (1920)
- La pastoreta
- Puig-graciós (1947)
- Remembrant (1950)
- Retorn (<1923), per a quatre veus mixtes i cobla. També n'hi ha versió per a banda i per a quintet de corda i piano. Lletra de Miquel Roger.
- Rosanés (1945). Instrumentada també per a banda
- Roselles i violetes (1917)
- Segarrenca (1956), sobre temes populars de la Segarra
- Tagamanent (1950)
- El testament d'Amèlia (1906), premiada en el Certamen de Sardanes de Girona
- Els Tremolencs (1909). Instrumentada també per a banda
- Vallivert (1947)

- Sardanes revesses: Enigmàtica (1949), Ingènua (1951), Laberíntica (1950), Manyaga (1952), Primavera

## Arxius de música
Harmonització per a cor de Muntanyes regalades en MP3

## Obra escrita
- J.S.M. Nocions de solfeig Barcelona: Lit. Casa de Caritat, 1935
- J.Sancho Marraco Cançons escolars pera'ls infants Girona: Dalmau Carles i cia., s.d.
- J.Sancho Marraco Cantos religiosos a una voz con acompañamiento de harmonium ú órgano (text català i castellà) Barcelona: Casa Dotesio, 1914